# Med sorgse ton jag sjunga vill
Med sorgse ton jag sjunga vill är en visa av okänt ursprung som gavs ut som skillingtryck i Sverige 1759. Visan var dock känd i Tyskland redan 1657. Flera olika melodier har använts till visan. En av de tidigaste melodierna var Ack Herre, straffa icke mig från 1695 års psalmbok. Visan ligger till grund för den danske författaren Hans Christian Andersens saga Flickan som trampade på brödet.